# Esporte na Bélgica
O Esporte na Bélgica tem um proeminente papel na sociedade belga. Em 2010, a Bélgica, conta com aproximadamente 17.000 clubes esportivos e aproximadamente 1.35 milhões de praticantes, assim 13% da população belga é envolvida em algum esporte.
Os esportes populares na Bélgica são futebol, ciclismo, tênis, tênis de mesa, atletismo, natação, basquetebol, badminton, judô, hóquei sobre a grama, motocross, automobilismo, voleibol, running e triatlon A Bélgica organizou uma Olimpíadas Jogos Olímpicos de 1920 em Antuérpia, a Euro 1972 e a Euro 2000 em parceria esta com a Holanda. 